# 福岡町立福岡西小学校
福岡町立福岡西小学校 （ふくおかちょうりつ ふくおかにししょうがっこう）は、かつて岐阜県恵那郡福岡町（現・中津川市）に存在した公立小学校。

## 概要
- 校区は福岡町東部（新田・柏原・善光寺・浦など）であった。1979年に福岡小学校に統合され廃校。
- 校舎は、1992年（平成5年）までは保育園として利用された。その後中津川市芸術思考館として利用されていたが、老朽化のため2008年（平成20年）に廃止。2013年（平成25年）に解体された[1]。

## 沿革
- 明治初期から1885年（明治18年）まで、この地区は福岡学校、八布施学校への通学が困難なため、民家で地区の有力者が寺小屋式教育を行っていた。
- 1886年（明治19年） - 福岡尋常簡易科小学校新田分教場を開設。
- 1908年（明治41年） - 尋常科4年までを収容する。
- 1910年（明治43年）12月 - 校舎を新築。
- 1911年（明治44年） - 尋常科5年まで収容。
- 1912年（明治45年） - 尋常科6年まで収容。
- 1941年（昭和16年）4月1日 - 福岡国民学校新田分教場となる。
- 1947年（昭和22年）4月1日 - 福岡村立福岡小学校新田分校となる。この地域は戦後開拓により人口が増加する。
- 1953年（昭和28年）
  - 7月 - 校舎を解体。1～4年生は柏原公民館、5・6年生は白山神社社務所を仮校舎とする。
  - 12月 - 新校舎（木造2階建）が完成。
- 1955年（昭和30年）4月 - 福岡村立福岡西小学校として独立。
- 1966年（昭和41年）4月1日 - 町制施行により福岡町が発足。同時に福岡町立福岡西小学校に改称する。
- 1967年（昭和42年） - 岐阜県へき地教育実験学校の指定をうける。
- 1972年（昭和47年） - 文部省によりへき地1級の指定をうける。
- 1979年（昭和54年）
  - 3月25日 - 閉校式。
  - 3月31日 - 廃校。児童は福岡小学校へスクールバスでの通学となる。